# Dennis Brown (giocatore di football americano)
Dennis Trammel Brown (Los Angeles, 6 novembre 1967) è un ex giocatore di football americano statunitense che ha giocato nel ruolo di defensive end per sette stagioni nei San Francisco 49ers della National Football League (NFL). Fu scelto nel corso del secondo giro (47º assoluto) del Draft NFL 1990 dai 49ers. Al college ha giocato a football all’Università di Washington.

## Carriera professionistica
Dennis Brown giocò a football alla Long Beach Jordan High School e con le sue solide prestazioni attirò le offerte di diversi college prestigiosi, inclusi UCLA e USC. Frequentò la University of Washington nel periodo 1986-1989 e venne scelto dai San Francisco 49ers nel draft del 1990. Quell'anno fu premiato come miglior rookie dei Niners. Nel 1994 partì come titolare nel Super Bowl XXIX vinto contro i San Diego Chargers 49-26. Si ritirò dopo la stagione 1996.

## Vittorie e premi
- Super Bowl : 1 Vincitore del Super Bowl XXIX

## Statistiche
| Tackle totali | 199  |
| Sack          | 24,5 |
| Intercetti    | 2    |